# Tasciaca

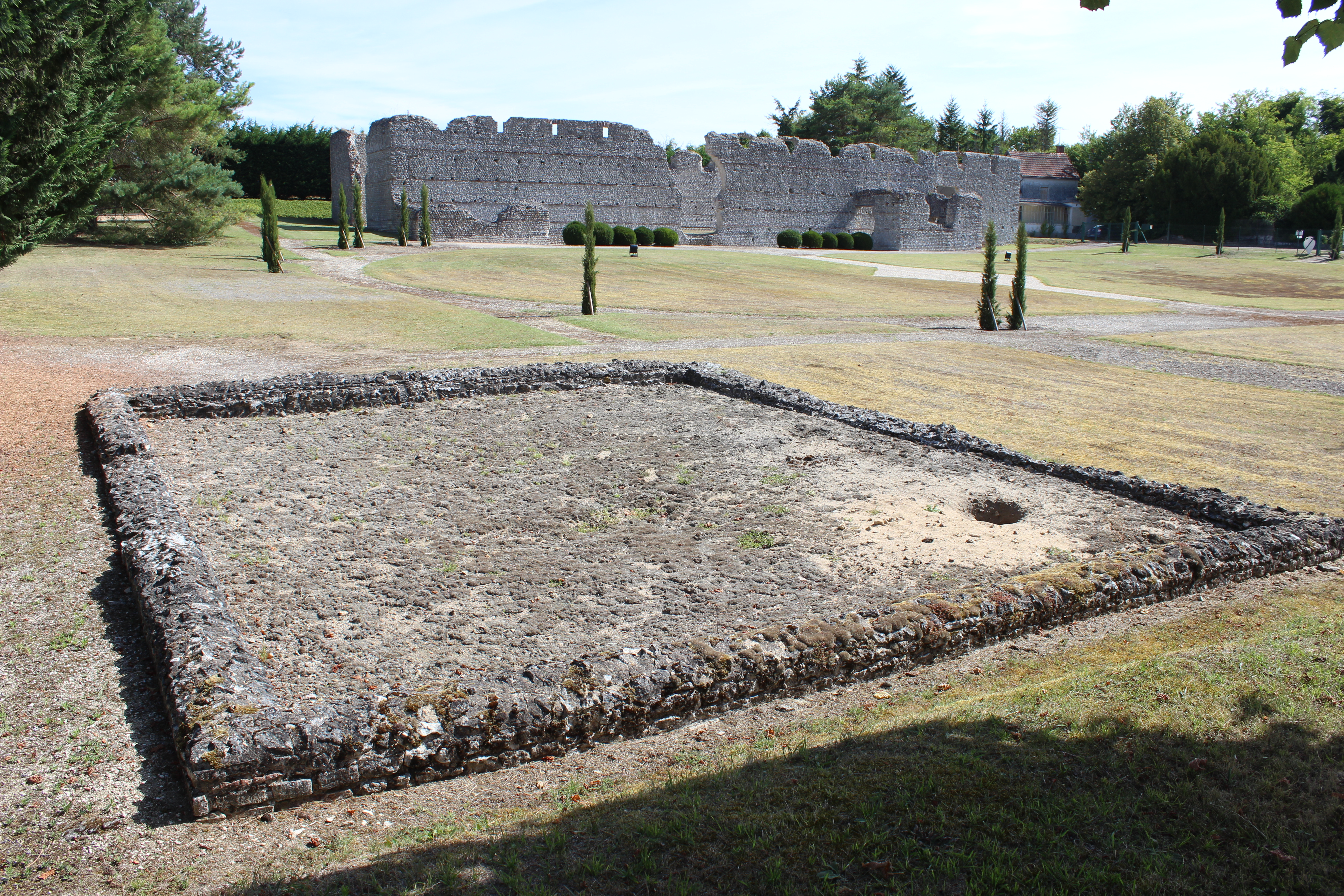
Les Mazelles: zuidwestelijk gebouw met op de achtergrond het noordelijk gebouw

Tasciaca was een Gallo-Romeinse vicus op de Romeinse weg tussen Tours (Caesarodonum) en Bourges (Avaricum). Tasciaca lag op de plaats van het dorp Thésée (Loir-et-Cher) en werd vernoemd op de laatantieke Peutingerkaart. Van de agglomeratie van Tasciaca, een belangrijke productiesite van aardewerk, bevinden zich overblijfselen in de gemeenten Thésée, Monthou-sur-Cher en Pouillé aan weerszijden van de Cher.

## Beschrijving
Tasciaca lag in het grensgebied tussen de gebieden van de Turones, de Carnutes-Aureliani en de Bituriges.

### Vicus
Van de vicus Tasciaca zijn weinig archeologische vondsten, omdat de locatie bewoond bleef en in de middeleeuwen overging in het dorp Thésée. Er zijn sporen van glas- en bronsbewerking gevonden. De kerk van Thésée werd mogelijk gebouwd op de plaats van een heiligdom dat gekerstend werd. De plaats bleef bewoond doorheen de Merovingische tijd. Er zijn verschillende sarcofagen opgegraven; resten van een begraafplaats uit de Merovingische tijd. Tussen de zesde en achtste eeuw werd een Karolingische kerk gebouwd. Deze kerk werd op haar beurt vervangen door een nieuwe, grotere kerk in de negentiende eeuw.

### Les Mazelles

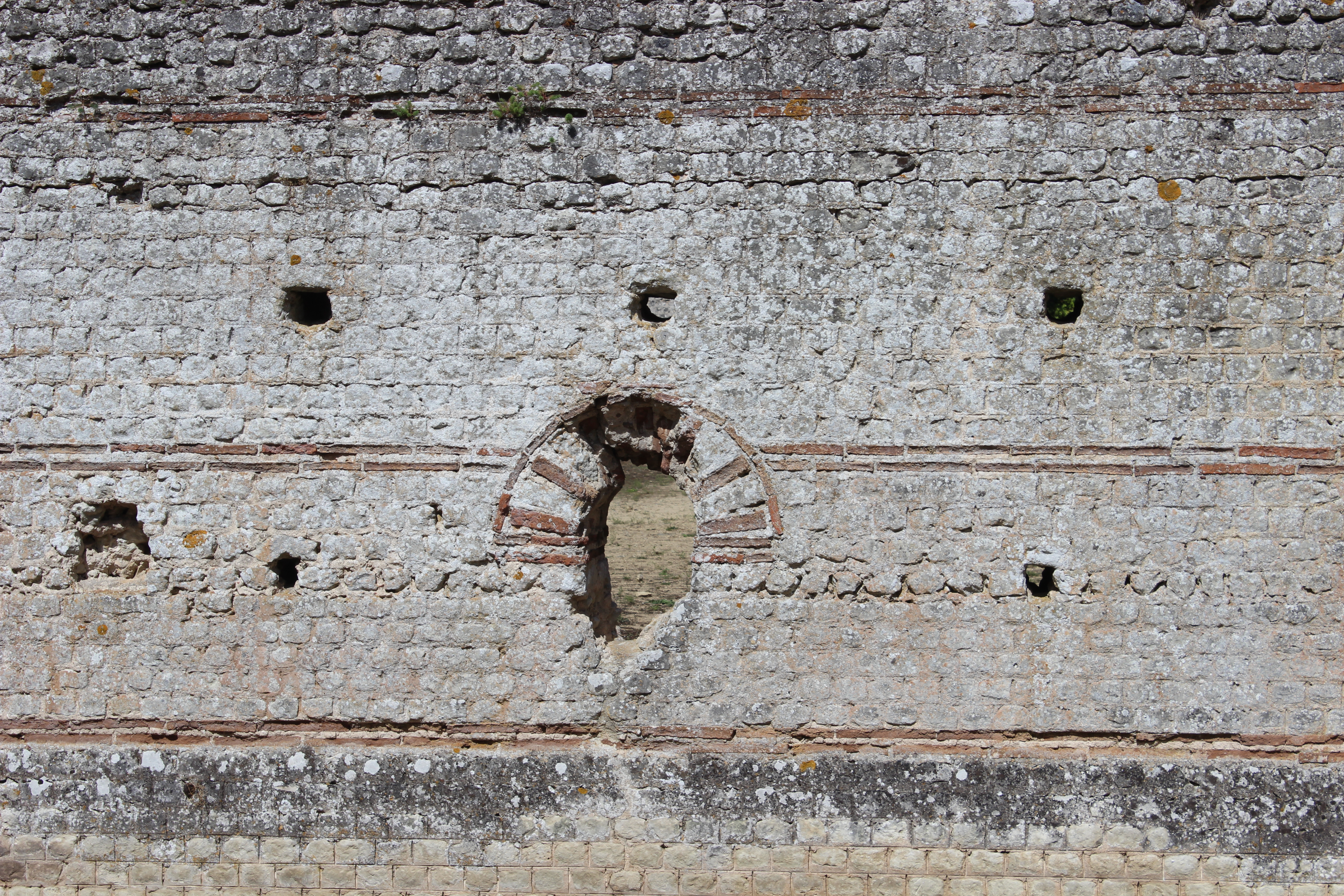
Les Mazelles: noordelijk gebouw

800 meter ten noordwesten van het dorp, nog op het grondgebied van de gemeente Thésée, ligt Les Mazelles (ook Les Maselles). Dit is een geheel van redelijk goed bewaarde gebouwen op een rechthoekig terrein van 7000 m² dat eertijds wellicht ommuurd was. Het terrein lag ook aan de Romeinse weg, op zowat 100 meter ten noorden van de rivier. Het noordelijk gebouw is het best bewaard. Het is 52 meter lang en staat nog 7,4 meter boven het maaiveld. Het bestond uit twee zalen waarvan de grootste 40 meter lang en 15 meter breed was. Ervoor stonden twee kleinere gebouwen die mogelijk met een galerij met elkaar verbonden waren. De gebouwen zijn opgetrokken uit kleine natuurstenen die in visstaartmotief zijn gemetst. In het zuiden van het terrein staan nog enkele gebouwen die minder goed bewaard zijn. De functie van het complex is onbekend. Mogelijk ging het om een mansio aan de weg of om een opslagplaats. Het complex werd gebouwd aan het begin van de tweede eeuw. 
Les Mazelles werd in 1840 beschermd als monument historique. Het werd in 1976 eigendom van het departement Loir-et-Cher.

### Monthou
Verderop aan de Cher werden resten van een dertig meter lange kaai gevonden. 1000 meter ten westen van Les Mazelles, op het grondgebied van de gemeente Monthou-sur-Cher werden sporen gevonden van drie grote gebouwen uit de tweede of het begin van de derde eeuw.

### Pouillé

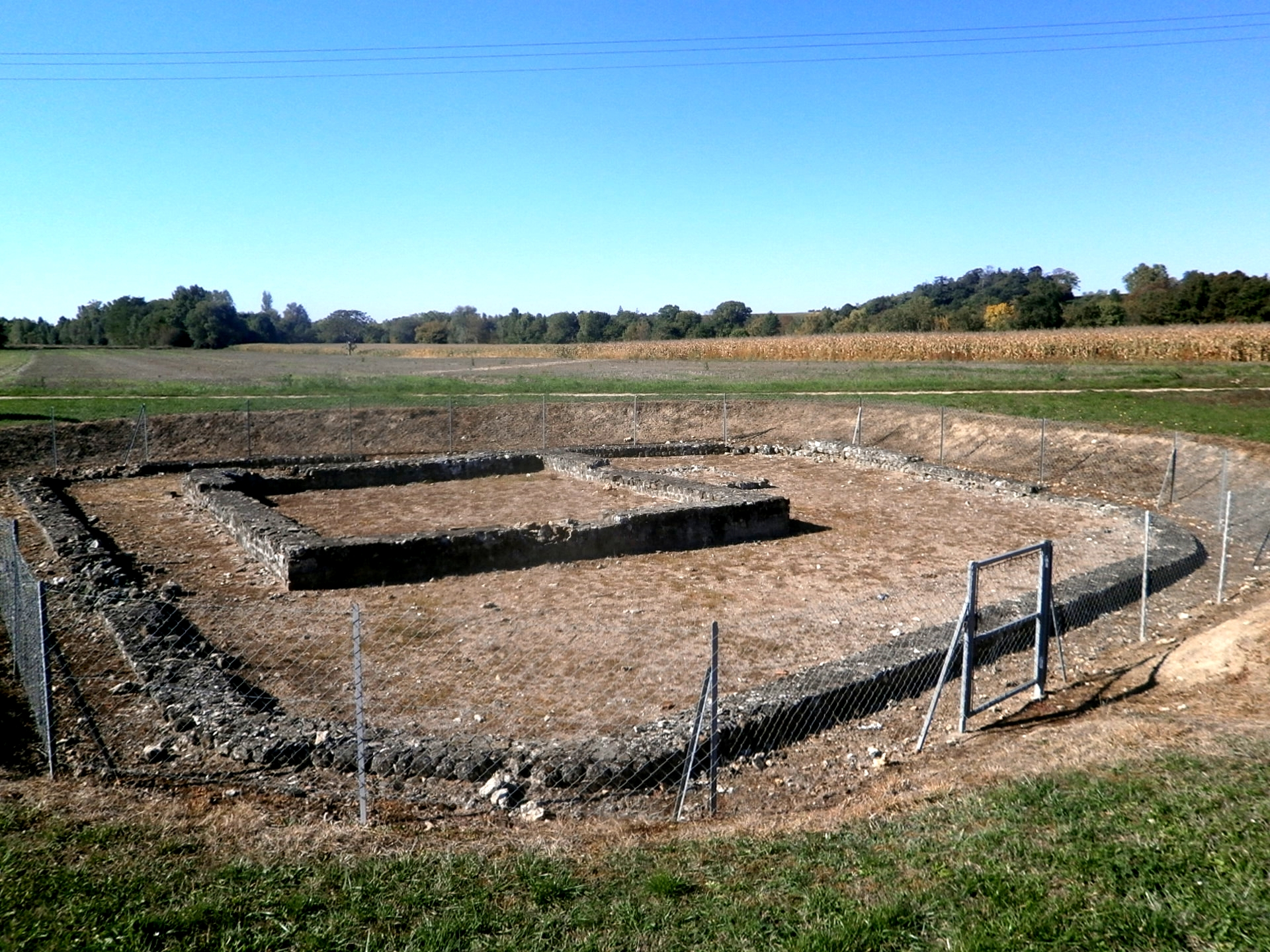
Fanum van Pouillé

Tegenover Thésée, op de linkeroever van de Cher in de gemeente Pouillé, bevond zich een belangrijk centrum van aardewerkproductie. Er werden een twintigtal pottenbakkersovens gevonden. Deze site was ongeveer 150 jaar in gebruik, tot het einde van de derde eeuw. Via de Cher kon het aardewerk van Tasciaca, onversierd aardewerk voor dagelijks gebruik, vervoerd worden naar andere delen van Gallië. In Pouillé stond ook een fanum, een heiligdom dat waarschijnlijk gewijd was aan een god van het water.

## Archeologisch museum
In Thésée is een archeologisch museum gevestigd gewijd aan Tasciaca. Het werd geopend in de tweede helft van de jaren 1980 en kreeg in 2002 het label Musée de France. De collectie van het museum bestaat uit plaatselijke vondsten.

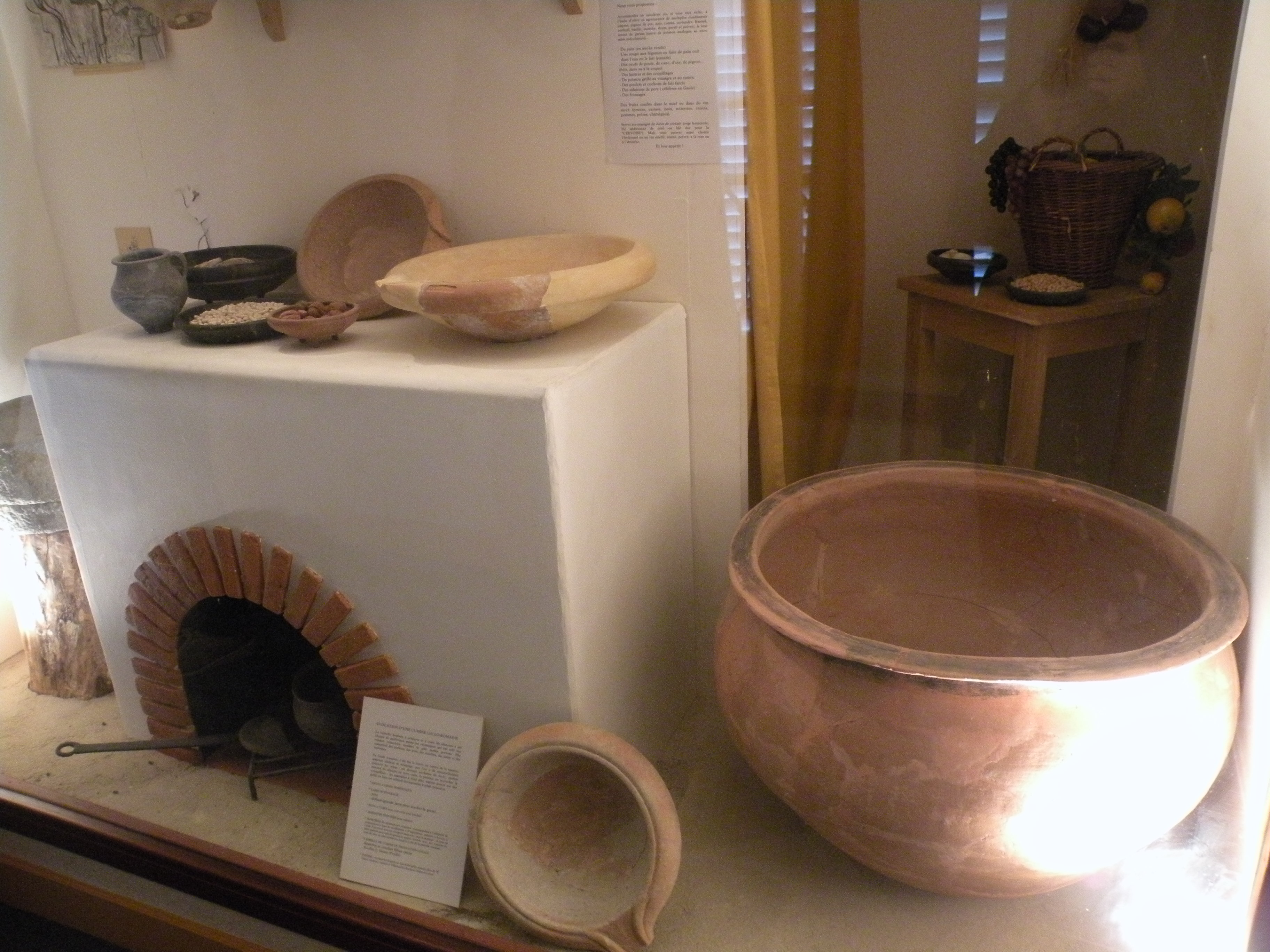
Aardewerk
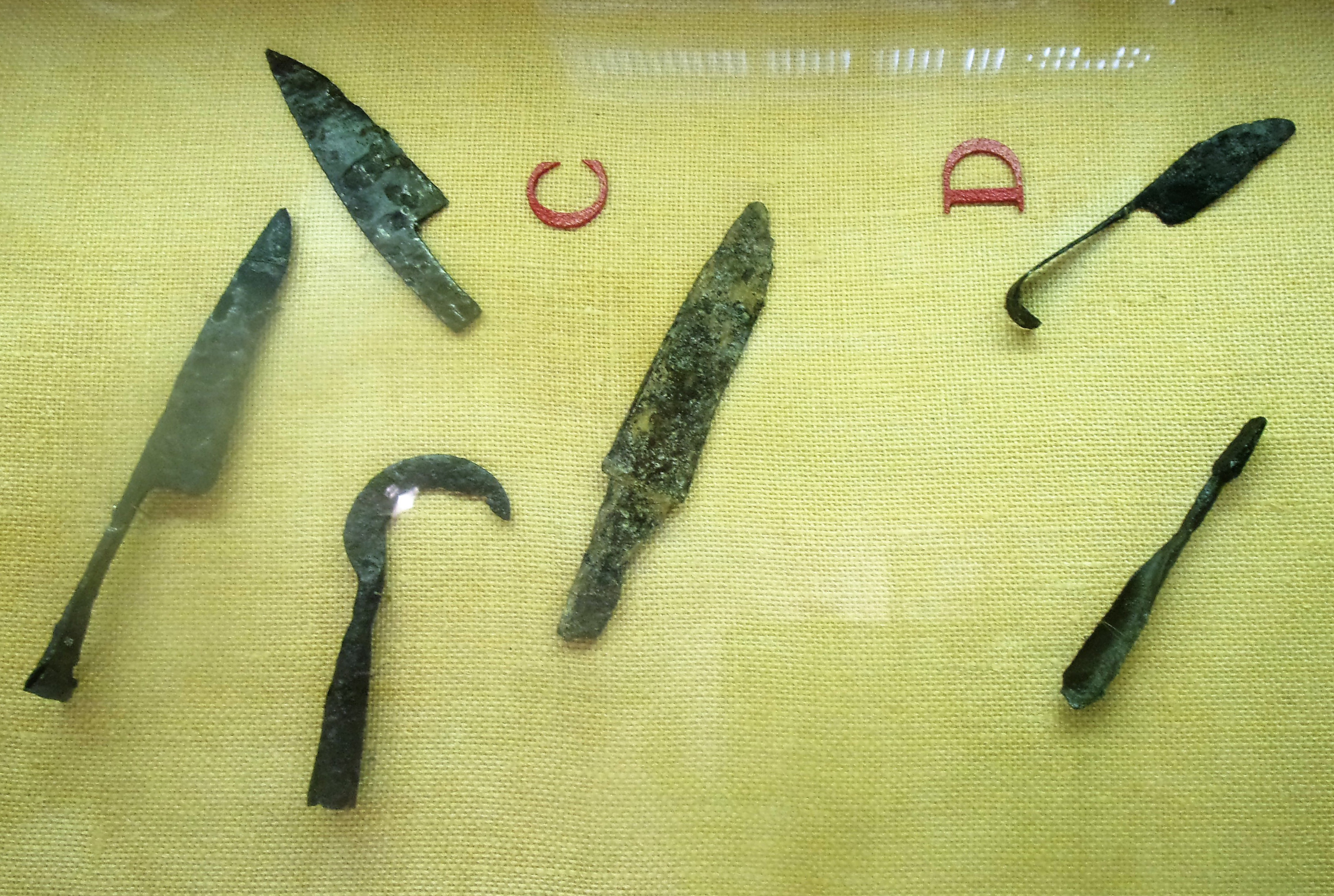
Landbouwwerktuigen
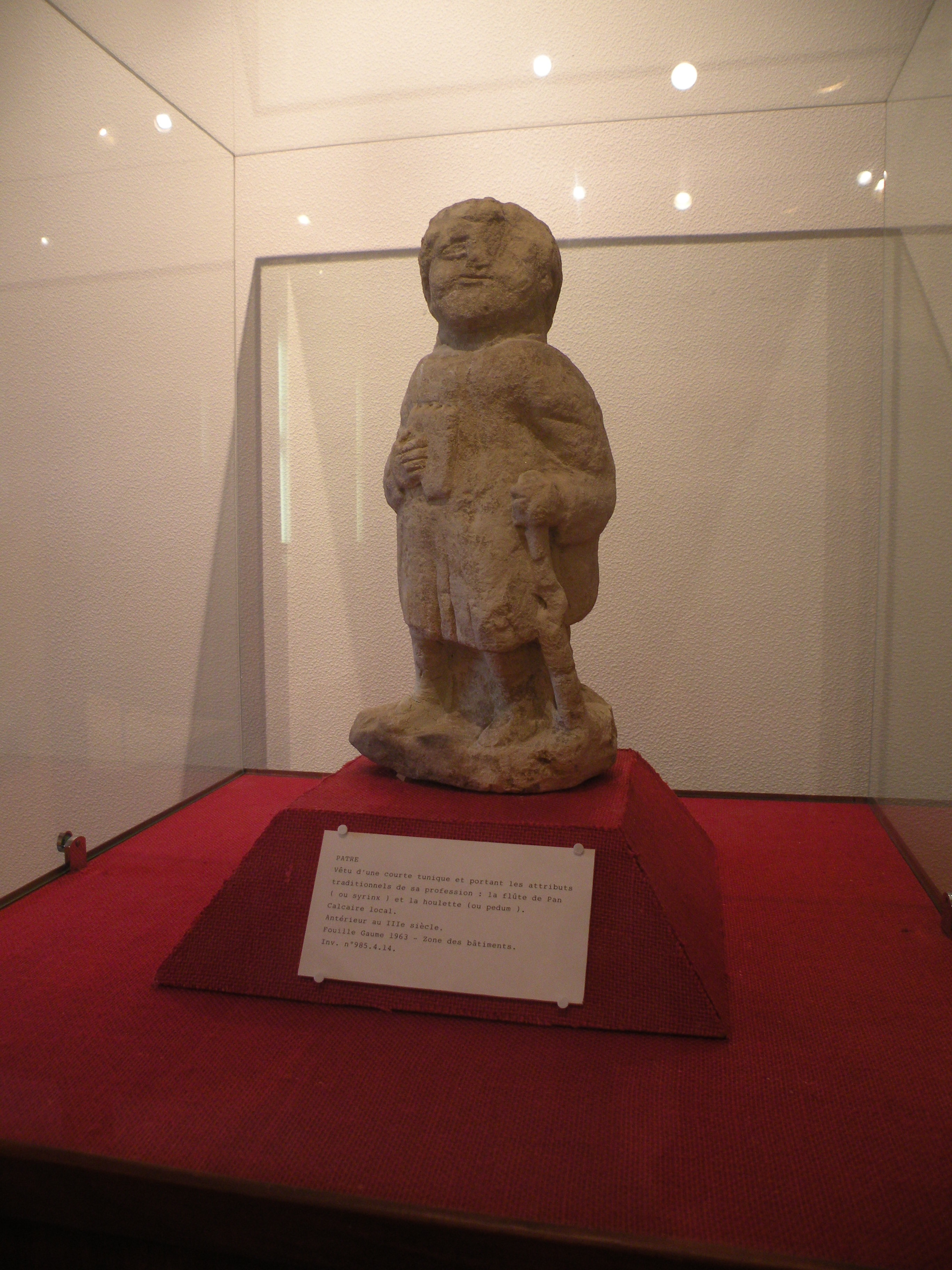
Beeldje in natuursteen
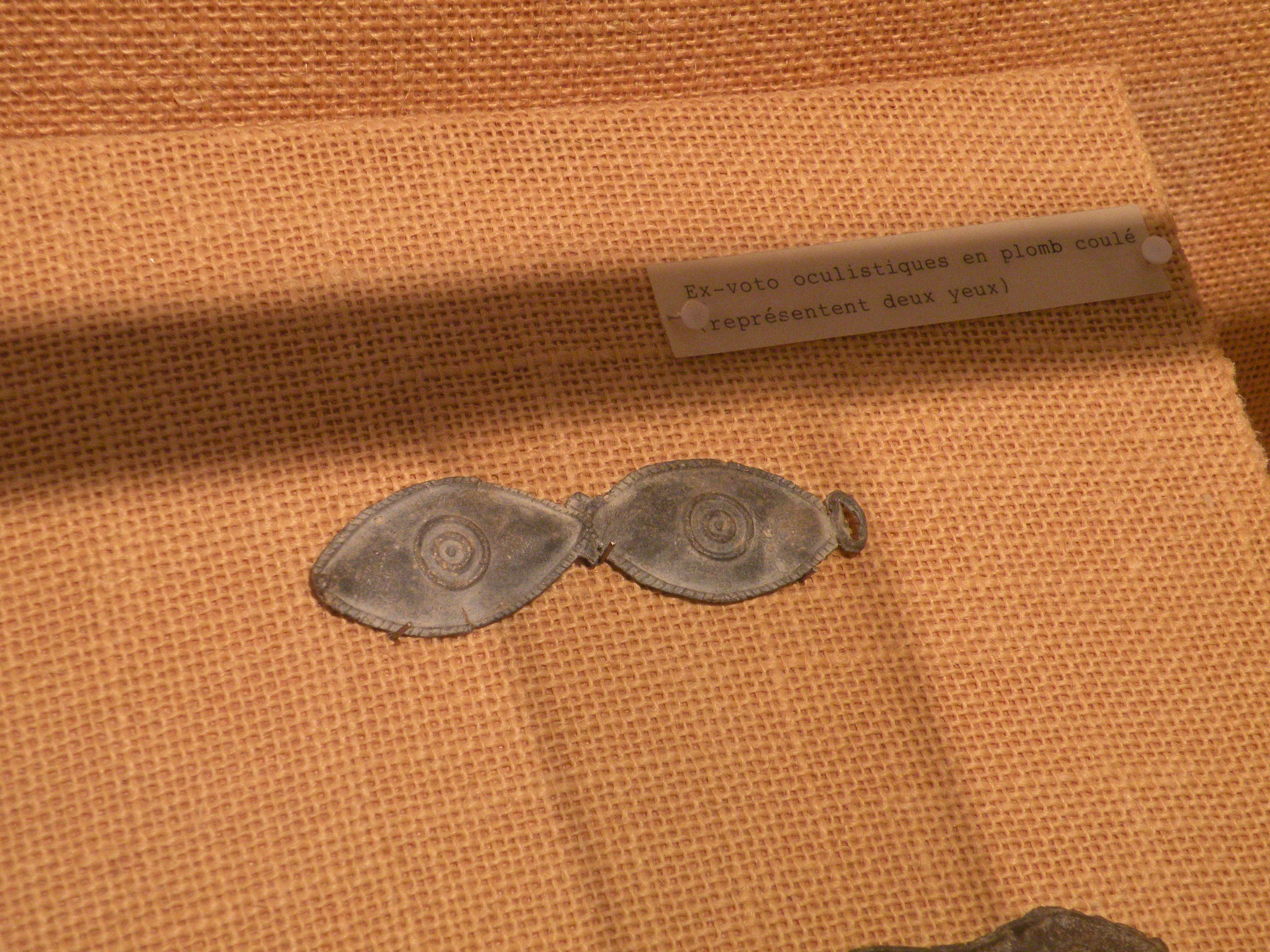
Ex voto